# (2046) Ленинград
(2046) Ленинград (лат. Leningrad) — небольшой астероид главного пояса, открыт 22 октября 1968 года советским астрономом Тамарой Смирновой в обсерватории Крыма и назван в честь советского города-героя — Ленинграда.

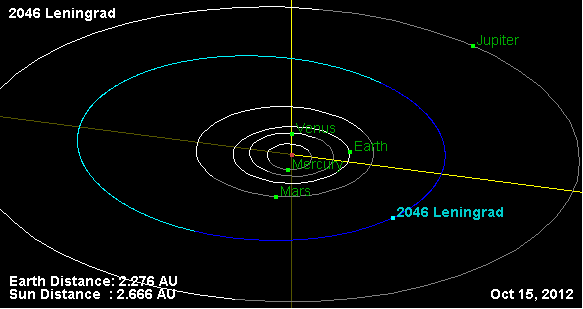
Орбита астероида Ленинград и его положение в Солнечной системе